# Oravská Lesná
Oravská Lesná este o comună slovacă, aflată în districtul Námestovo din regiunea Žilina. Localitatea se află la altitudinea de 780 m deasupra n.m. și se întinde pe o suprafață de 65,63 km2. Se învecinează cu Lomná, Námestovo, Zákamenné și Nová Bystrica.

## Istoric
Localitatea Oravská Lesná este atestată documentar din 1731.

## Demografie
| An:                | 1994 | 2004   | 2014   | 2024   |
| ------------------ | ---- | ------ | ------ | ------ |
| Număr de persoane: | 2944 | 3133   | 3322   | 3449   |
| Diferență:         |      | +6,41% | +6,03% | +3,82% |

| An:                | 2023 | 2024   |
| ------------------ | ---- | ------ |
| Număr de persoane: | 3443 | 3449   |
| Diferență:         |      | +0,17% |